# Suleiman II av Córdoba
Suleiman II var den femte umayyadiske kalifen av Córdoba. Han regerade 1009-1010.
Suleiman II efterträdde Mohammed II och följdes av Abd ar-Rahman IV.